# 鳴頭
鳴頭，又寫為嗚頭，是臺灣臺南市大內區的一個傳統地域名稱，位於該區東北部凸出部分。相較於今日行政區，其範圍大致與環湖里相近。
本地區境內主要聚落為烏頭（嗚頭）、蕃仔厝、馬斗欄。

## 歷史
台灣日治初期，鳴頭地區為一街庄，稱為「鳴頭庄」（舊制街庄），隸屬於善化里西堡。該庄昔日北與南勢坑庄為鄰，東與𦬬萊宅庄、口宵里庄為鄰，南邊隔曾文溪與二重溪庄為界，西邊為頭社庄、雙溪仔庄。
1901年（日治明治三十四年）11月11日，全台廢縣廳改設二十廳，該庄隸屬於鹽水港廳。1904年（明治三十七年）4月1日，該庄編入「口宵里區」，隸屬於鹽水港廳。1906年（明治三十九年）4月1日，鹽水港廳內管轄區域調整，該庄改隸屬於「內庄區」。1909年（明治四十二年）10月25日，全台合併二十廳為十二廳，內庄區改隸屬於臺南廳。1913年（大正二年）11月4日，善化里東堡、善化里西堡、新化東里轄區調整，該庄改隸屬於善化里東堡。1920年（大正九年）10月1日，全台地方制度大改正，廢十二廳改設五州二廳，該庄改制為「鳴頭」大字，隸屬於臺南州曾文郡大內庄（新制街庄）。
戰後大內庄改制為大內鄉，隸屬於臺南縣，大字亦改制為村。1950年（民國39年）10月25日，雲、嘉、南分治，大內鄉仍隸屬於臺南縣。2010年（民國99年）12月25日，臺南縣、市合併為直轄臺南市，大內鄉改制為大內區，村亦改制為里。

## 聚落
本地區發展較早的聚落為烏頭、內廍坑（已消失）、蕃仔厝、馬斗欄，在日治期初期的官方地圖上已有記載。

## 交通
省道台84線又稱「東西向快速公路－北門玉井線」，經過本地區東南端，並在南部邊界外不遠處的市道178號交會口設有二溪交流道。由此可快速前往台84線沿線各地，或銜接國道3號、國道1號。
區道南182線是後窟至內宵里的道路，經過本地區南部的嗚頭聚落。